# Elecciones generales de Bélgica de 1974
Las elecciones generales de Bélgica fueron realizadas el 10 de marzo de 1974. El Partido Socialista Belga se convirtió en el partido más grande de la Cámara de Representantes, obteniendo 59 de los 212 escaños. La participación electoral fue de un 90.3%. Las elecciones fueron también efectuadas para los nueve consejos provinciales, así como por primera vez para el Parlamento de la Comunidad germanófona de Bélgica.[cita requerida]

## Resultados

### Cámara de Diputados
| Partido                                                                     | Votos     | %     | Escaños | +/–   |
| --------------------------------------------------------------------------- | --------- | ----- | ------- | ----- |
| Partido Socialista Belga                                                    | 1 401 725 | 26.66 | 59      | +2    |
| Cristiano Demócrata y Flamenco                                              | 1 222 646 | 23.25 | 50      | +10   |
| Partido por la Libertad y el Progreso                                       | 798 818   | 15.19 | 30      | +26   |
| Unión Popular                                                               | 536 287   | 10.20 | 22      | +1    |
| Centro Democrático Humanista                                                | 478 209   | 9.09  | 22      | +7    |
| Frente Democrático de Francófonos-Demócratas Liberales y Partido Pluralista | 301 303   | 5.73  | 14      | Nuevo |
| Congreso de Valonia                                                         | 269 455   | 5.12  | 11      | −1    |
| Partido Socialista (Valonia)                                                | 164 592   | 3.13  | 0       | −25   |
| Partido Comunista de Bélgica                                                | 107 481   | 2.04  | 2       |       |
| Partido Socialista Belga–Leones Rojos                                       | 86 929    | 1.65  | 0       | Nuevo |
| UDP                                                                         | 58 257    | 1.11  | 0       | Nuevo |
| Partido por la Libertad y el Progreso (Valonia)                             | 20 866    | 0.40  | 0       | −11   |
| AMADA/TPO                                                                   | 19 794    | 0.38  | 0       | Nuevo |
| VFP-PFU                                                                     | 18 511    | 0.35  | 0       | Nuevo |
| MO                                                                          | 9184      | 0.17  | 0       | Nuevo |
| Partido de los Germanófonos Belgas                                          | 8700      | 0.17  | 0       | Nuevo |
| PLW                                                                         | 6846      | 0.13  | 0       | Nuevo |
| FDP                                                                         | 4729      | 0.09  | 0       | Nuevo |
| UDP-DN                                                                      | 3623      | 0.07  | 2       | Nuevo |
| Rex Fr                                                                      | 2764      | 0.05  | 0       | Nuevo |
| RLiège                                                                      | 1810      | 0.03  | 0       | Nuevo |
| Kaganov                                                                     | 1678      | 0.03  | 0       | Nuevo |
| SAVIA                                                                       | 1445      | 0.03  | 0       | Nuevo |
| Diependale                                                                  | 1229      | 0.02  | 0       | Nuevo |
| A74                                                                         | 979       | 0.02  | 0       | Nuevo |
| PRS                                                                         | 905       | 0.02  | 0       | Nuevo |
| Zwartberg                                                                   | 665       | 0.01  | 0       | Nuevo |
| Trotskistas                                                                 | 645       | 0.01  | 0       | Nuevo |
| URB                                                                         | 389       | 0.01  | 0       | Nuevo |
| PUR                                                                         | 184       | 0.00  | 0       | Nuevo |
| Votos en blanco/nulos                                                       | 453 108   | –     | –       | –     |
| Total                                                                       | 5 711 639 | 100   | 212     | 0     |
| Fuente: Elecciones belgas                                                   |           |       |         |       |

### Senado
| Partido                                                                                         | Votos     | %     | Escaños | +/–   |
| ----------------------------------------------------------------------------------------------- | --------- | ----- | ------- | ----- |
| Partido Socialista Belga                                                                        | 1 301 722 | 25.11 | 27      | Nuevo |
| Cristiano Demócrata y Flamenco                                                                  | 1 219 811 | 23.53 | 27      | Nuevo |
| Partido por la Libertad y el Progreso                                                           | 755 694   | 14.58 | 16      | +1    |
| Frente Democrático de Francófonos-Congreso de Valonia-Demócratas Liberales y Partido Pluralista | 589 553   | 11.37 | 13      | Nuevo |
| Unión Popular                                                                                   | 545 215   | 10.52 | 10      | Nuevo |
| Centro Democrático Humanista                                                                    | 430 512   | 8.30  | 10      | Nuevo |
| Partido Comunista de Bélgica                                                                    | 115 007   | 2.22  | 1       | 0     |
| Partido Socialista Belga–Leones Rojos                                                           | 82 959    | 1.60  | 2       | +2    |
| UDP                                                                                             | 60 400    | 1.16  | 0       | 0     |
| Partido por la Liberty y el Progreso (Valonia)                                                  | 21 782    | 0.42  | 0       | Nuevo |
| AMADA                                                                                           | 16.744    | 0.32  | 0       | Nuevo |
| Partido de los Germanófonos Belgas                                                              | 15 624    | 0.30  | 0       | Nuevo |
| VFP                                                                                             | 11 910    | 0.23  | 0       | Nuevo |
| PMO                                                                                             | 5918      | 0.11  | 0       | Nuevo |
| Iependael                                                                                       | 2874      | 0.05  | 0       | Nuevo |
| Zwartberg                                                                                       | 5129      | 0.04  | 0       | Nuevo |
| Kaganovemus                                                                                     | 1903      | 0.04  | 0       | 0     |
| PMO/URB                                                                                         | 1078      | 0.02  | 0       | Nuevo |
| A74                                                                                             | 942       | 0.02  | 0       | Nuevo |
| PLW                                                                                             | 597       | 0.01  | 0       | Nuevo |
| PUR                                                                                             | 156       | 0.00  | 0       | Nuevo |
| Votos en blanco/nulos                                                                           | 527 014   | –     | –       | –     |
| Total                                                                                           | 5 711 729 | 100   | 106     | 0     |
| Fuente: Elecciones belgas                                                                       |           |       |         |       |

### Consejo de la Comunidad Cultural Alemana
En esta elección, el nuevo Consejo de la Comunidad Cultural Alemana (Rat der deutschen Kulturgemeinschaft) realizó por primera vez elecciones directas; los miembros del consejo habían sido nombrados un año antes. El consejo es el precursor  al Parlamento de la Comunidad germanófona de Bélgica.[cita requerida]
| Partido                                      | 1973  | 1973    | 1974    | Diferencia |
| Partido                                      | %     | Escaños | Escaños | +/-        |
| -------------------------------------------- | ----- | ------- | ------- | ---------- |
| Partido Social Cristiano (CSP)               | 46.9% | 13      | 12      | -1         |
| Partido de los Germanófonos Belgas (PJU-PDB) | 25.4% | 3       | 6       | +3         |
| Partido por la Libertad y el Progreso (PFF)  | 14.9% | 6       | 4       | -2         |
| Partido Socialista de Valonia (SP)           | 12.1% | 3       | 3       | =          |
| Otros                                        | 0.7%  | 0       | 0       | =          |
| Total                                        | 100.0 | 25      | 25      | 0          |